# Старомлинівка
Старомли́нівка (до 1946 — Старий Керменчик, урум. Т’ерменчик — млин) — село у Волноваському районі Донецької області. Адміністративний центр Старомлинівської сільської громади. У березні 2022 року в ході російського вторгнення в Україну  село було окуповане російськими військами.

## Загальні відомості
Село розташоване на березі річки Мокрі Яли, у яку впадає річка Кобильня. Відстань до райцентру становить близько 61 км і проходить автошляхом Т 0518.
Землі села межують із територією Пологівського району Запорізької області. Неподалік від села розташований ботанічний заказник «Старомлинівський».

## Назва
Колишня назва села — Старий Керменчик. Греки переселенці з Криму назвали так село. Слово "Т’ерменчик" походить з урумської мови й означає млин. У радянську епоху село перейменували відповідно до української мови — Старомлинівка.

## Історія
Поселення засноване у 1779 році греками-переселенцями з півострову Крим, яких налічувалось тоді близько 800. Село отримало назву Керменчик, що в перекладі з урумської — млин, вітряк. За родиною закріпляли 30 десятин землі. Населення займалося вирощуванням пшениці, вівса, кукурудзи, льону, проса та розводило худобу. Обробляли шкіру, займалися ткацтвом, в селі діяла кузня.
За даними на 1859 рік у казенному селі Маріупольського грецького округу Олександрівського повіту Катеринославської губернії мешкало 1725 осіб (906 чоловічої статі та 819 — жіночої), налічувалось 281 дворове господарство, існувала православна церква, відбувались 2 ярмарки на рік й базари.
З 1866 року Старий Керменчик став центром волості. Частка переселенців збідніла і не мала худоби чи коней, знаряддя для обробки землі. Менша частина збагатилась і приймала на працю наймитів, у тому числі з Полтавської, Курської та інших губерній. Більша частка наймитів оселилась у Старому Керменчику.
Станом на 1886 рік у грецькій колонії, центрі Старо-Керменчицької волості Маріупольського повіту Катеринославської губернії, мешкало 2277 осіб, налічувалось 414 дворових господарств, існували православна церква, школа, 13 лавок й 2 рейнських погріба, відбувалось 4 ярмарки на рік й базари щонеділі.
За переписом 1897 року кількість мешканців зросла до 3258 осіб (1697 чоловічої статі та 1561 — жіночої), з яких 3253 — православної віри.
У 1908 році у грецькому поселенні мешкало 4080 осіб (2050 чоловічої статі та 2030 — жіночої), налічувалось 465 дворових господарства.
Більшість якого була наймитами. Поселення мало п'ять невеликих цегляних заводів, де також виробляли черепицю, 4 вітряки та 2 парові млини, 10 лавок і трактирів. Громада утримувала лікарський пункт(1 лікар та 2 фельдшери). До 1910 року кількість училищ для дітей збільшили до трьох, але більшість мешканців була неписьменною.
У 1908 року організували бібліотеку. У поселенні відбувалося два ярмарки по три дні.
У березні 2022 р. в ході російського вторгнення в Україну село було окуповане. Генеральним штабом повідомлялось про проведення масових репресій, катувань та виселення місцевого населення. У їхні оселі заселяли російських військових. 
Старомлинівка є одним із найбільших населених пунктів на т. зв. Бердянському напрямку. Село є одним із ключових населених пунктів на цьому напрямку, в ході проведення контрнаступальних дій Збройних Сил. 

## Населення
За даними перепису 2001 року населення села становило 3373 особи, з них 16,04 % зазначили рідною мову українську, 82,12 % — російську, 0,8 % — грецьку, 0,24 % — вірменську, 0,15 % — білоруську та 0,03 % — молдовську мову.

## Культура
Село Старомлинівка двічі приймало міжнародний фестиваль грецької культури «Мега-Йорти» імені Доната Патричі 2007 та 2008 року.

## Відомі люди
- Демуренко Дмитро Сергійович (1994—2016) — молодший сержант Збройних сил України, учасник російсько-української війни.
- Теміров Дмитро Павлович[6]
- Мавроді Сергій Анатолійович (* 1965) — російський, український і американський автор, режисер.
- Сачко Василь Вікторович — український футболіст і тренер.

## Цікаві факти
За 54 км від села у Пологівському районі Запорізької області розташоване село Новомлинівка.

## Світлини

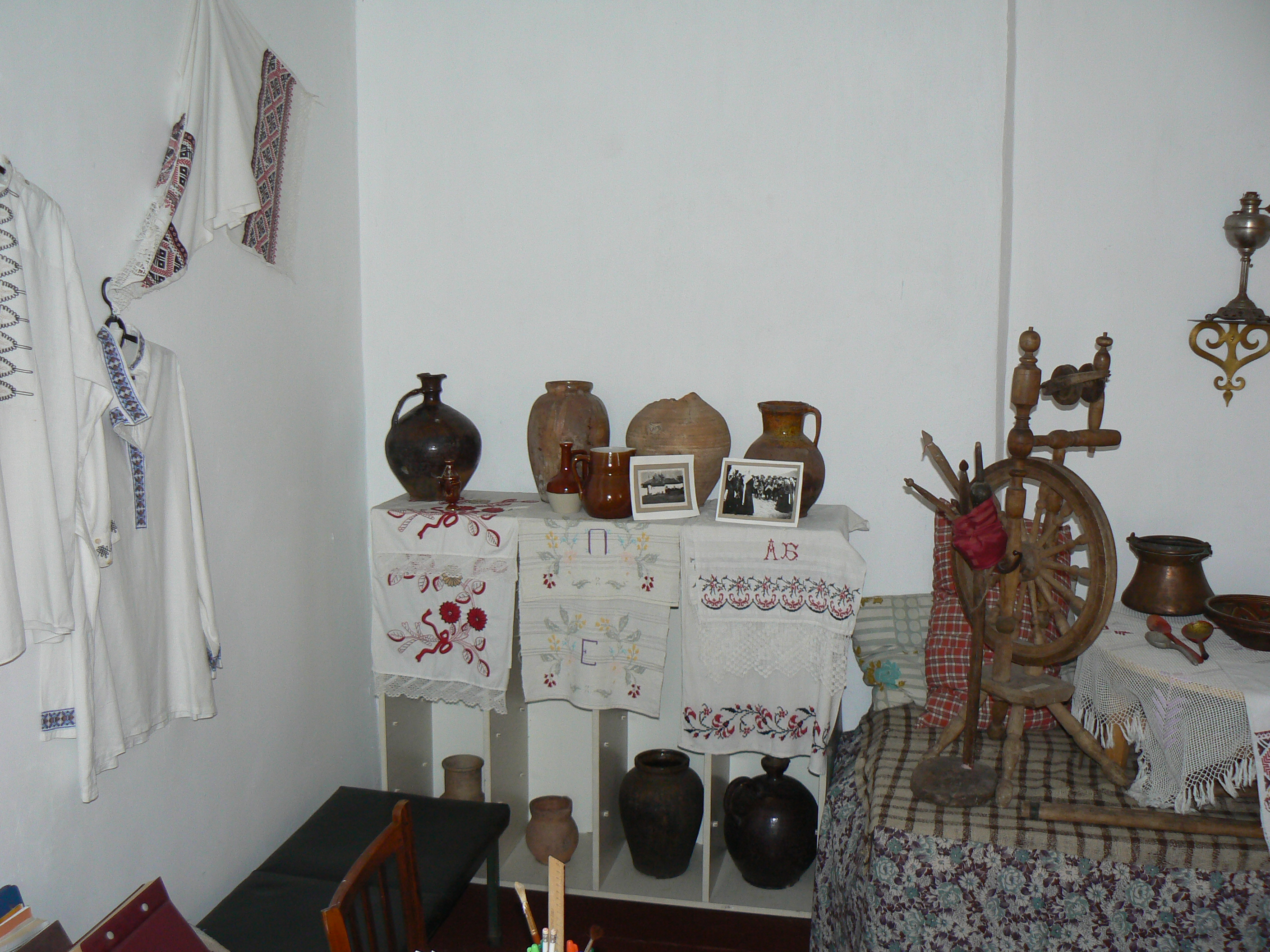
Частина експозиції краєзнавчого музею
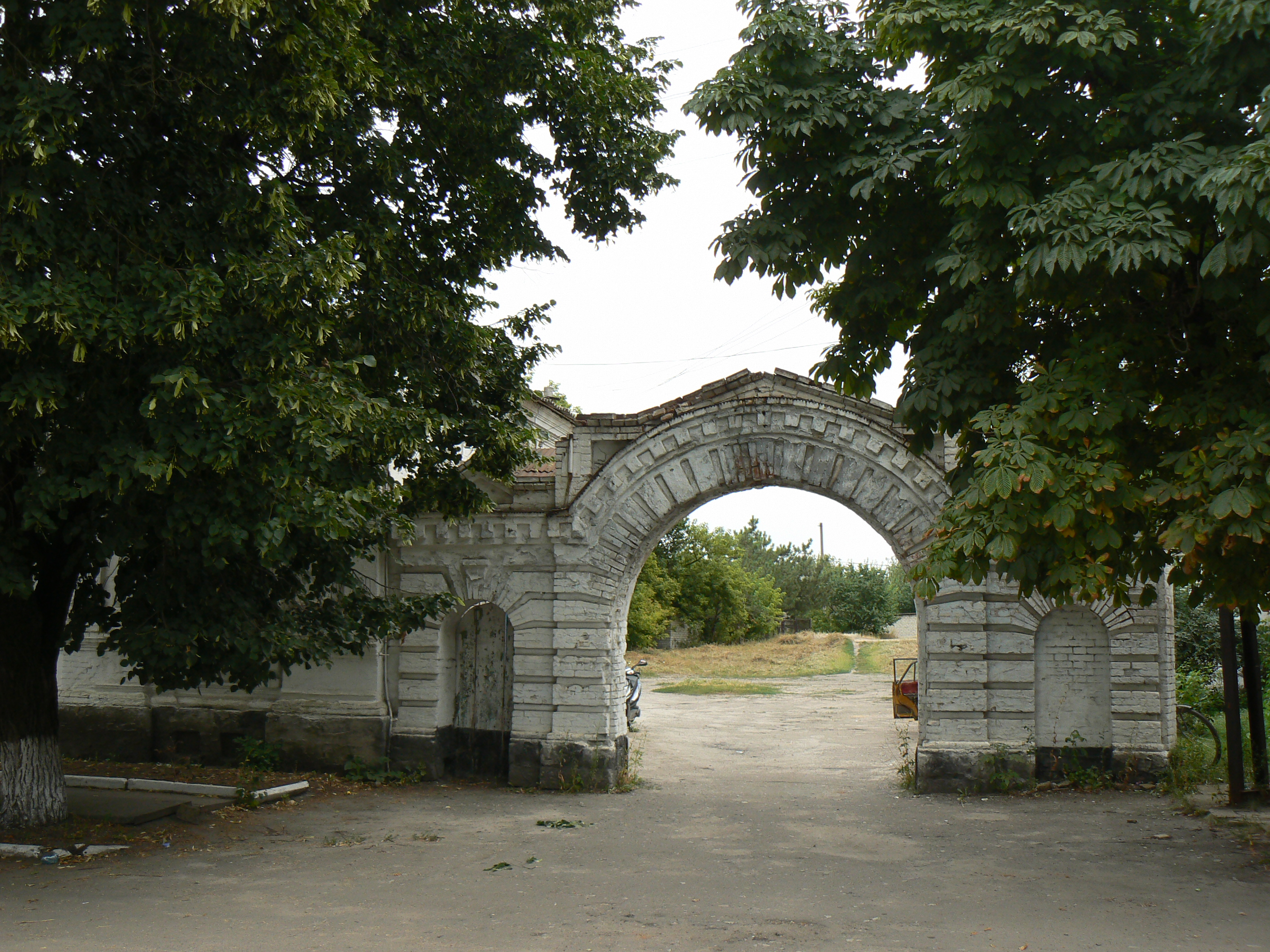
Брама краєзнавчого музею
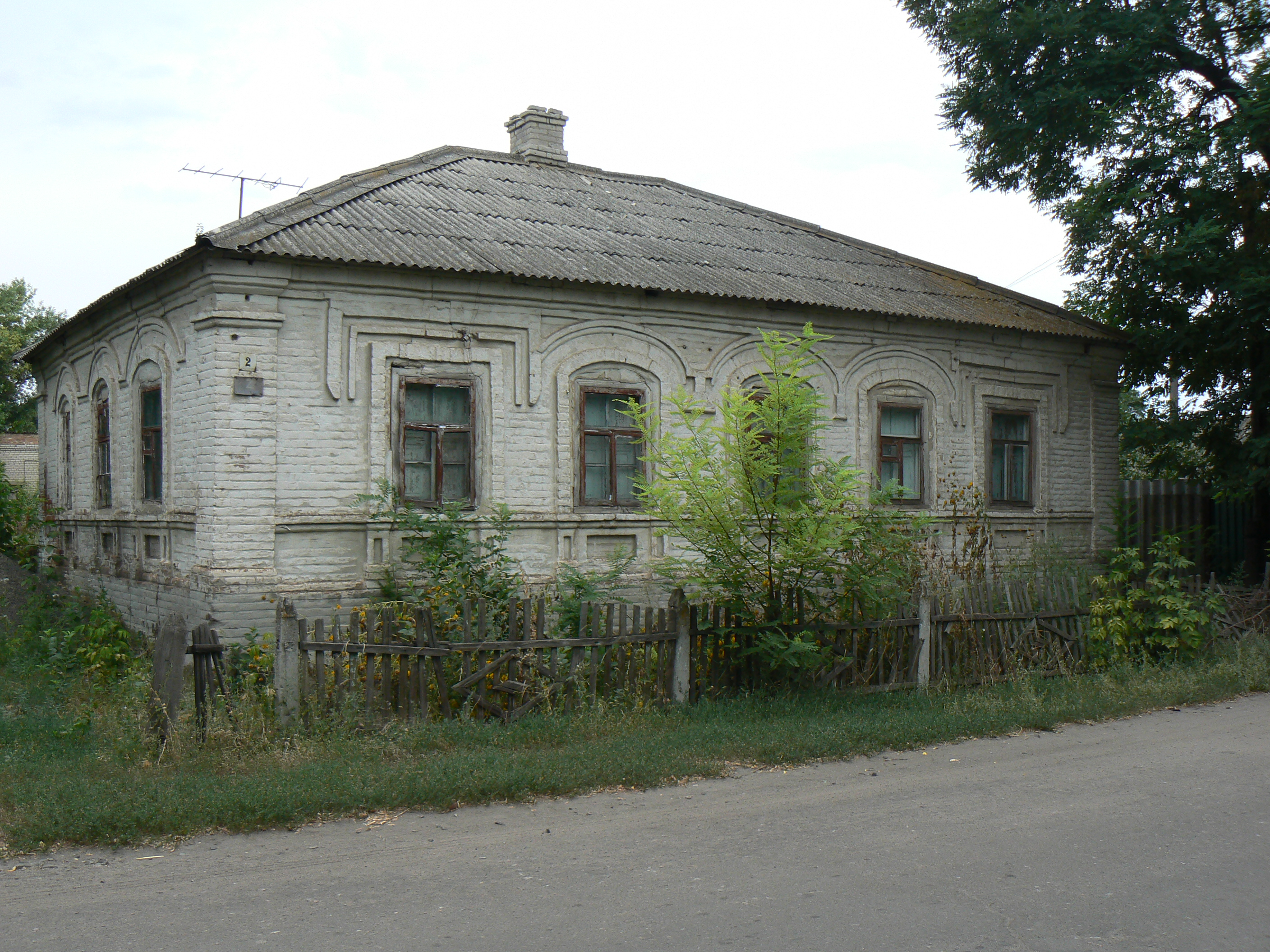
Старий грецький будинок